# Balázs Dzsudzsák
Balázs Dzsudzsák (Debrecen, 23 december 1986) is een Hongaars voetballer die doorgaans als linksbuiten speelt. Hij debuteerde in 2007 in het Hongaars voetbalelftal.

## Clubcarrière

### Debreceni VSC
Dzsudzsák begon in de jeugd bij Nyíradony Focisuli en stapte later over naar Debreceni Olasz Focisuli. Hij kwam in de jeugd bij Debreceni VSC dat hem aan het begin van het seizoen 2004/05 verhuurde aan Létavértes SC '97 dat uitkwam op het regionale derde niveau en waarvoor hij in het bekertoernooi speelde. In de winterstop keerde hij terug en maakte zijn debuut voor Debreceni waarmee hij in 2005, 2006 en 2007 Hongaars kampioen werd, en de Hongaarse Supercup won in 2005, 2006 en 2007.

### PSV
PSV contracteerde Dzsudzsák op 28 oktober 2007, waarna hij volgens afspraak tot 1 juli 2008 bij Debreceni VSC zou blijven. Nadat bleek dat Kenneth Pérez in de winterstop getransfereerd zou worden naar Ajax, haalde de club Dzsudzsák eerder naar Eindhoven. In januari 2008 arriveerde hij bij PSV, waar hij eerder een contract ondertekende tot en met het seizoen 2011/12.
Dzsudzsáks debuut bij PSV volgde op 12 januari 2008 in Stadion Feijenoord tegen Feyenoord (0–1 winst). Zijn eerste doelpunt maakte hij een week later op 20 januari in de uitwedstrijd tegen VVV-Venlo (1–1). In zijn eerste drie wedstrijden in Nederland scoorde hij drie keer. Een kenmerkende actie voor Dzsudzsák is een passeerbeweging buitenom, gevolgd door een pass met links, terwijl hij met rechts ook uit de voeten kan. In de competitie speelde hij bijna alle wedstrijden mee en kon zodoende op 20 april 2008 zijn eerste landskampioenschap vieren met PSV.
Een van zijn meest iconische momenten beleefde Dzsudzsák in de wedstrijd thuis tegen Ajax op 16 augustus 2009. In deze wedstrijd (eindstand 4-3), scoorde Dzsudzsák twee fantastische vrije trappen (1-1 en 3-2) waardoor PSV er met de winst vandoor ging.
Dzsudzsák maakte in 2007 tevens zijn debuut in de nationale ploeg: op 2 juni in Iraklion in de EK-kwalificatiewedstrijd tegen Griekenland. Op 24 mei 2008 maakte hij zijn eerste doelpunt voor Hongarije; in een vriendschappelijke thuiswedstrijd tegen toenmalig Europees kampioen Griekenland scoorde hij in de eerste minuut na rust de 1–1.
Op 6 december 2010 kreeg Dzsudzsák twee prijzen, beide voor beste Hongaarse voetballer van 2010. Een van de twee prijzen kreeg hij van de Hongaarse voetbalbond en daarnaast verkozen ook de Hongaarse voetbaljournalisten hem als beste. Zoltán Gera en Roland Juhász eindigden als tweede en derde.
Onder trainer Rutten verlengde Dzsudzsák zijn contract: hij tekende tot medio 2015 bij. Zijn oude contract liep door tot de zomer van 2013. Ondanks dat hij zijn contract verlengde bij PSV, kwam er toch interesse van andere clubs. Een van de clubs die zich meldde was het Russische Anzji Machatsjkala.

### Anzji Machatsjkala
Anzji Machatsjkala bleek bereid te zijn om veel geld te betalen voor Dzsudszák. Op 8 juni 2011 meldde de club uit Rusland zich in Eindhoven. Op 10 juni maakte Anzji-trainer Gadzhi Gadzhiev officieel bekend dat Dzsudzsák per 3 juli deel uitmaakte van zijn selectie. Tevens liet hij weten dat beide clubs de deal op korte termijn wereldkundig zouden maken. Op zondag 12 juni tekende Balázs zijn contract met de club uit Dagestan. Het transferbedrag is nooit bekend geworden, maar zou volgens de Gelderlander zo'n veertien miljoen euro bedragen.

### Dinamo Moskou
In januari 2012 vertrok Dzsudzsák bij Anzji. Dinamo Moskou kocht hem voor ongeveer 15 miljoen euro met een oplopende bonus tot vier miljoen euro. Hij werkte zich op tot vaste kracht in de selectie en speelde in het seizoen 2014/15 dertien wedstrijden in de strijd om de UEFA Europa League; in hetzelfde seizoen maakte Dszudzsák zeven doelpunten in 29 competitiewedstrijden. In augustus 2015 maakte Dzsudzsák de transfer naar Bursaspor, actief in de Süper Lig, waar hij in zijn eerste seizoen in 23 competitieduels in actie kwam (drie doelpunten).

## Clubstatistieken

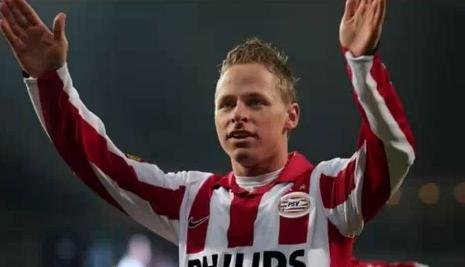
Dzsudzsák als speler van PSV

| Seizoen     | Club          | Competitie   | Competitie | Competitie | Competitie | Beker | Beker | Beker | Internationaal | Internationaal | Internationaal | Totaal | Totaal | Totaal |
| Seizoen     | Club          | Competitie   | Wed.       | Dlp.       | Ass.       | Wed.  | Dlp.  | Ass.  | Wed.           | Dlp.           | Ass.           | Wed.   | Dlp.   | Ass.   |
| ----------- | ------------- | ------------ | ---------- | ---------- | ---------- | ----- | ----- | ----- | -------------- | -------------- | -------------- | ------ | ------ | ------ |
| 2004/05     | Debreceni VSC | NB I.        | 2          | 0          | 0          | 0     | 0     | 0     | —              | —              | —              | 2      | 0      | 0      |
| 2005/06     | Debreceni VSC | NB I.        | 10         | 2          | 1          | 0     | 0     | 0     | 1              | 0              | 0              | 11     | 2      | 1      |
| 2006/07     | Debreceni VSC | NB I.        | 23         | 7          | 10         | 1     | 0     | 0     | 2              | 0              | 0              | 26     | 7      | 10     |
| 2007/08     | Debreceni VSC | NB I.        | 13         | 5          | 6          | 0     | 0     | 0     | 2              | 0              | 0              | 15     | 5      | 6      |
| Club Totaal | Club Totaal   | Club Totaal  | 48         | 14         | 17         | 1     | 0     | 0     | 5              | 0              | 0              | 54     | 14     | 17     |
| 2007/08     | PSV           | Eredivisie   | 17         | 3          | 3          | 0     | 0     | 0     | 5              | 0              | 0              | 22     | 3      | 3      |
| 2008/09     | PSV           | Eredivisie   | 32         | 11         | 9          | 2     | 0     | 0     | 5              | 0              | 1              | 39     | 11     | 10     |
| 2009/10     | PSV           | Eredivisie   | 32         | 14         | 15         | 3     | 1     | 1     | 12             | 2              | 3              | 47     | 17     | 19     |
| 2010/11     | PSV           | Eredivisie   | 33         | 16         | 13         | 3     | 1     | 1     | 13             | 6              | 4              | 49     | 23     | 18     |
| Club Totaal | Club Totaal   | Club Totaal  | 114        | 44         | 40         | 8     | 2     | 2     | 35             | 8              | 8              | 157    | 54     | 50     |
| 2010/11     | Anzji         | Premjer-Liga | 8          | 0          | 0          | 0     | 0     | 0     | —              | —              | —              | 8      | 0      | 0      |
| Club Totaal | Club Totaal   | Club Totaal  | 8          | 0          | 0          | 0     | 0     | 0     | 0              | 0              | 0              | 8      | 0      | 0      |
| 2010/11     | Dinamo Moskou | Premjer-Liga | 9          | 0          | 3          | 0     | 0     | 0     | —              | —              | —              | 9      | 0      | 3      |
| 2011/12     | Dinamo Moskou | Premjer-Liga | 0          | 0          | 0          | 3     | 0     | 0     | —              | —              | —              | 3      | 0      | 0      |
| 2012/13     | Dinamo Moskou | Premjer-Liga | 27         | 5          | 10         | 1     | 0     | 0     | 4              | 0              | 1              | 32     | 5      | 11     |
| 2013/14     | Dinamo Moskou | Premjer-Liga | 23         | 1          | 3          | 1     | 0     | 0     | —              | —              | —              | 24     | 1      | 3      |
| 2014/15     | Dinamo Moskou | Premjer-Liga | 29         | 7          | 11         | 1     | 0     | 0     | 13             | 0              | 2              | 43     | 7      | 13     |
| 2015/16     | Dinamo Moskou | Premjer-Liga | 1          | 0          | 0          | 0     | 0     | 0     | —              | —              | —              | 1      | 0      | 0      |
| Club Totaal | Club Totaal   | Club Totaal  | 89         | 13         | 27         | 6     | 0     | 0     | 17             | 0              | 3              | 112    | 13     | 30     |
| 2015/16     | Bursaspor     | Süper Lig    | 23         | 3          | 5          | 2     | 1     | 0     | —              | —              | —              | 25     | 4      | 5      |
| Club Totaal | Club Totaal   | Club Totaal  | 23         | 3          | 5          | 2     | 1     | 0     | 0              | 0              | 0              | 25     | 4      | 5      |
| 2016/17     | Al-Wahda      | VAE Liga     | 23         | 7          | 12         | 0     | 0     | 0     | 7              | 2              | 3              | 30     | 9      | 15     |
| 2017/18     | Al-Wahda      | VAE Liga     | 20         | 6          | 8          | 0     | 0     | 0     | 5              | 0              | 2              | 25     | 6      | 10     |
| Club Totaal | Club Totaal   | Club Totaal  | 43         | 13         | 20         | 0     | 0     | 0     | 12             | 2              | 5              | 55     | 15     | 25     |
| 2018/19     | Al-Ittihad    | VAE Liga     | 22         | 6          | 8          | 0     | 0     | 0     | —              | —              | —              | 22     | 6      | 8      |
| 2019/20     | Al-Ittihad    | VAE Liga     | 14         | 3          | 5          | 3     | 1     | 0     | —              | —              | —              | 17     | 4      | 5      |
| Club Totaal | Club Totaal   | Club Totaal  | 36         | 9          | 13         | 3     | 1     | 0     | 0              | 0              | 0              | 39     | 10     | 13     |
| 2019/20     | Al-Ain        | VAE Liga     | 4          | 1          | 1          | 0     | 0     | 0     | —              | —              | —              | 4      | 1      | 1      |
| Club Totaal | Club Totaal   | Club Totaal  | 4          | 1          | 1          | 0     | 0     | 0     | 0              | 0              | 0              | 4      | 1      | 1      |
| 2020/21     | Debreceni VSC | NB II.       | 26         | 5          | 14         | 3     | 0     | 1     | —              | —              | —              | 29     | 5      | 15     |
| 2021/22     | Debreceni VSC | NB I.        | 31         | 8          | 7          | 1     | 0     | 1     | —              | —              | —              | 32     | 8      | 8      |
| 2022/23     | Debreceni VSC | NB I.        | 30         | 6          | 6          | 2     | 0     | 0     | —              | —              | —              | 32     | 6      | 6      |
| Club Totaal | Club Totaal   | Club Totaal  | 135        | 33         | 44         | 7     | 0     | 2     | 5              | 0              | 0              | 147    | 33     | 46     |
| TOTAAL      | TOTAAL        | TOTAAL       | 452        | 116        | 150        | 26    | 4     | 4     | 69             | 10             | 16             | 547    | 130    | 170    |

Bijgewerkt t/m 1 november 2022.

## Interlandcarrière
Dzsudzsák debuteerde op 2 juni 2007 in het Hongaars voetbalelftal, in en tegen Griekenland. Hij maakte op 24 mei 2008 zijn eerste interlandgoal, ook tegen het Grieks elftal. Dzsudzsák nam in juni 2016 met het Hongaars elftal deel aan het Europees kampioenschap 2016, het eerste EK waarvoor Hongarije zich plaatste sinds dat van 1972. Zijn landgenoten en hij kwamen tot de achtste finales, waarin ze verloren van België. Dzsudzsák was in alle vier de wedstrijden van de Hongaren basisspeler en aanvoerder van de ploeg. Hij maakte twee doelpunten in de groepswedstrijd tegen Portugal (eindstand: 3–3).

## Erelijst
| Competitie           | Aantal    | Jaren                     |           |           |
| Debreceni            | Debreceni | Debreceni                 | Debreceni | Debreceni |
| -------------------- | --------- | ------------------------- | --------- | --------- |
| Kampioen NB I        | 3x        | 2004/05, 2005/06, 2006/07 |           |           |
| Szuperkupae          | 3x        | 2005, 2006, 2007          |           |           |
| PSV                  |           |                           |           |           |
| Kampioen Eredivisie  | 1x        | 2007/08                   |           |           |
| Johan Cruijff Schaal | 1x        | 2008                      |           |           |